# シュナイダーM1918 155mm榴弾砲
シュナイダーM1918 155mm榴弾砲（仏：Canon de 155 L modèle 1918 Schneider）とは、1918年にシュナイダー社で開発されたフランスの榴弾砲である。

## 概要
第一次世界大戦時、フランス陸軍は凡そ1,300門のM1877 155mm榴弾砲を保有していたが、駐退複座機を有していなかったため、射撃の度に反動でずれた位置を直す必要があった。そのためシュナイダー社ではロシア帝国陸軍向けに開発していたM1910 152mm榴弾砲の液気圧式駐退複座機を内蔵した砲車とM1877の砲身を組み合わせたM1877/14 155mm榴弾砲が開発された。
しかしフランス陸軍上層部はドイツ帝国陸軍の塹壕を破壊でき、その上でドイツ軍の保有する重砲から反撃される事のない程に射程が長い重砲を求めた。そこで1917年に32口径の砲身を採用したM1917L 155mm榴弾砲を開発したのだが、射程が長いものの重量があり、機動力に欠けていた。
そこで同時期に開発されていたM1917C 155mm榴弾砲の砲車を用いて開発し、さらに砲耳を後方に11インチ（約28センチメートル）移動させ、さらに砲身を反転させる事によって尾栓が右に開く様に改設計された。これによって重量はM1877/14（6,010キログラム）やM1917L（8,956キログラム）から軽量化された。
1918年4月の試験を経て同年5月に採用されると、120門が注文され、休戦直前の11月に最初の4門が配備。戦後の1919年から1920年に残りが配備された。第二次世界大戦にてドイツがフランスに侵攻した時は予備保管されていたものが使用され、鹵獲されたものは15.5 cm K 425(f)の名称が与えられた。

## スペック
- 生産時期：1918 - 1920年
- 開発・生産：シュナイダー社
- 砲口径：155ミリメートル（6.1インチ）
- 砲身長：4000ミリメートル（26.4口径長）
- 重量：5,530キログラム（牽引時）5,050キログラム（展開時）
- 高低射界：＋1度～43度
- 旋回角：左右6度
- 砲口初速：561メートル毎秒
- 最大射程：13,600メートル